# Danarto
Danarto, né le 27 juin 1941 à Sragen, Java central et mort le 11 avril 2018 à Jakarta, est un écrivain et artiste indonésien. Il est un pionnier du genre littéraire réalisme magique en Indonésie.

## Biographie
Son père était Jakio Harjodinomo, un contremaître d'usine de sucre. Sa mère, nommée Siti Aminah, était une petite commerçante de batik au marché. Son travail est bien connu; en particulier un recueil de histoires courtes : Godlob. Un autre recueil de nouvelles, Adam Ma'rifat, a remporté le prix de littérature du Conseil des arts de Jakarta en 1982. En 2009, Danarto a accepté le prix Ahmad Bakrie de littérature.
Après avoir terminé ses études à l'école élémentaire (SD) et au collège (SMP), il poursuit sa scolarité en littérature à l'école secondaire (SMA) de Solo.
En 1958-1961, il étudie à l'Institut indonésien des arts de Yogyakarta (ASRI) avec une spécialisation en art. Durant cette période, il a également édité le magazine pour enfants, Si Kuncung. Jusqu'en 1964, il était membre du groupe d'art et de théâtre "Sanggarbambu" (Monastère de Bambou).
En 1969-1974, il a travaillé au centre des arts de Jakarta (Taman Ismail Marzuki). En 1973, il devient maître de conférences à l'Académie des Beaux-Arts LPKJ (aujourd'hui IKJ) Jakarta.
Il était le concepteur en chef du groupe culturel indonésien qui a visité Osaka, au Japon, pour Expo '70. En 1978, il part en tournée en Europe et en Asie avec une troupe théâtrale dirigée par le chorégraphe et metteur en scène Sardono, agissant et concevant des décors. En 1988, il a reçu le Prix des écrivains de l'Asie du Sud-Est,.
Plus tard, il a travaillé comme directeur de théâtre à Jakarta. Il est décédé le 10 avril 2018 à l'âge de 76 ans.

## Œuvres
- Godlob (9 nouvelles), (1975)
- Abracadabra (histoires courtes), (1978)
- Adam Ma'rifat (histoires courte), (1982)
- Les Javanais partent en pèlerinage (biographie), (1984)
- Berhala (histoires courtes), (1987)
- Un brin de jasmin sur les ailes de Gabriel (histoires courte), (2000)
- Gardénia (histoires courtes), (2008)